# Medan staden sover (roman)
Medan staden sover är skriven av Per Anders Fogelström och utkom 1953. Den skrevs med utgångspunkt i filmen Medan staden sover, som i sin tur är baserad på Fogelströms bok Ligister. Den fristående fortsättningen på romanen Medan staden sover heter Tack vare Iris.

## Romanfigurerna
- Iris

- John ”Jompa” ”Jonny” – Ledare för Jompagänget

- Gunnar ”Slampen” – Iris bror, medlem i Jompagänget

- Oscar – Iris och Gunnars pappa

- Greta – Iris och Gunnars mamma

- Knatten – medlem i Jompagänget

- Lång-Sam - medlem i Jompagänget

- Pekå - medlem i Jompagänget

- Sune- medlem i Jompagänget

- Asta – Jompas syster

- Olle – Astas pojkvän

- Berra – Jompas bror

- Rutan – Flicka som tidigare bott i samma hus som Jompa mf.

- Kalle Lund – Kriminell kille som suttit i fängelset